# Metacirolana serrata
Metacirolana serrata är en kräftdjursart som först beskrevs av Bruce1980.  Metacirolana serrata ingår i släktet Metacirolana och familjen Cirolanidae. Inga underarter finns listade i Catalogue of Life.